# Miltochrista lutea
Miltochrista lutea är en fjärilsart som beskrevs av Otto Staudinger 1887. Miltochrista lutea ingår i släktet Miltochrista och familjen björnspinnare. Inga underarter finns listade i Catalogue of Life.